# Université de la Suisse italienne
L'Università della Svizzera italiana (USI, littéralement Université de la Suisse italienne), parfois appelée Université de Lugano dans les contextes anglophones, est une université publique suisse créée en 1995, avec des campus à Lugano, Mendrisio et Bellinzone (canton du Tessin, Suisse). L'USI est la seule université de Suisse dont la langue officielle est l'italien. 
Elle compte quatre facultés sur le campus de Lugano (sciences de la communication, économie, informatique et sciences biomédicales), et l'Académie d'architecture sur le campus de Mendrisio. Affiliés à l'USI, depuis 2010, sont l'Institut de recherche en biomédecine (IRB) et, à partir de 2017, l'Institut de recherche en oncologie (IOR), tous deux situés à Bellinzone. 
À partir de 2020, elle est classée 273° dans le QS World University Rankings 2020-2021.
Dans d'autres classements d'universités, l'USI s'est classée 54e dans le "Young University Rankings" 2020-2021 du Times Higher Education World University Rankings, où sont classées les universités ayant moins de 50 ans d'activité.

## Organisation

### Facultés

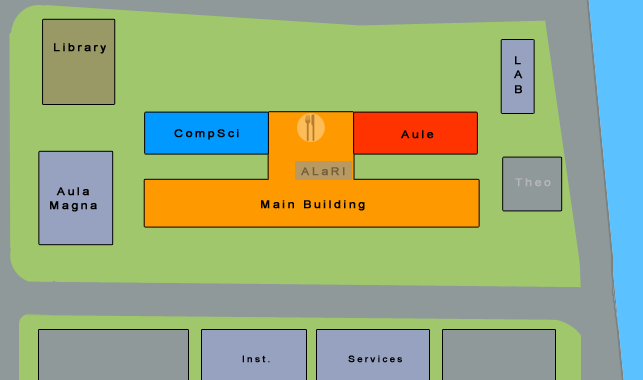
Plan du campus de l'USI à Lugano.

- Académie d'architecture à Mendrisio (AAM) (directeurs : Aurelio Galfetti 1996-?, Mario Botta ?-2013, Marc Collomb 2013-2017, Riccardo Blumer 2017- )
- Faculté de communication, culture et société à Lugano
- Faculté de science économique à Lugano
- Faculté de science informatique à Lugano
- Faculté de sciences biomédicales à Lugano

La faculté de communication, culture et société comprend le programme de Master en philosophie dont les domaines de recherche sont principalement : Métaphysique, Philosophie des sciences, Philosophie de l'esprit, Philosophie ancienne et Philosophie médiévale. Il est dirigé par Kevin Mulligan et certains de ses professeurs sont Francesco Berto, Tim Crane, Paolo Crivelli, Katalin Farkas, Kit Fine, Kathrin Koslicki, John Marenbon, Anna Marmodoro, Tim Maudlin, Martine Nida-Rümelin, Pasquale Porro, Thomas Sattig, Peter Simons, Barry Smith et Achille Varzi.

### Instituts

#### Institut de sciences computationnelles

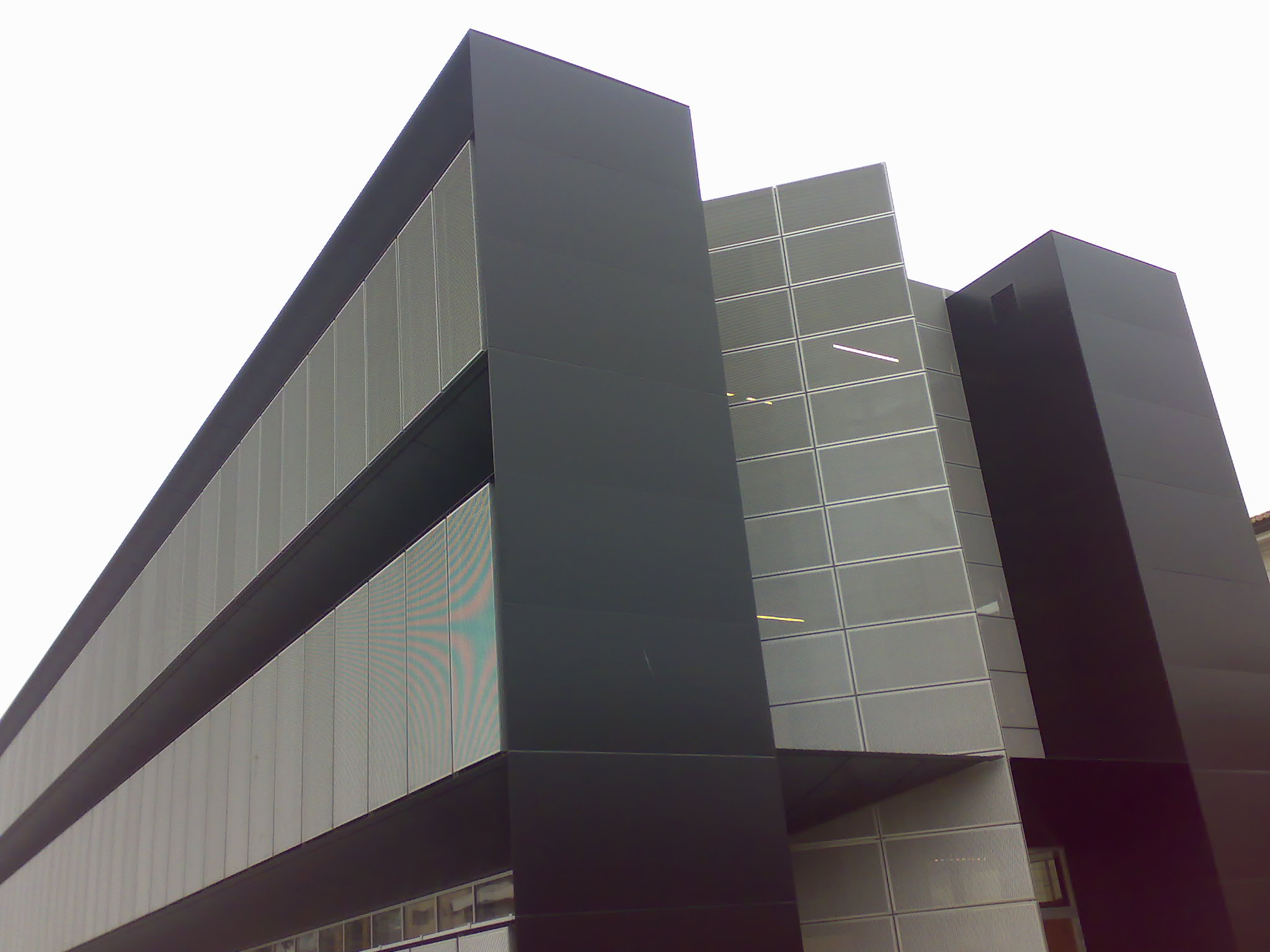
Bâtiment des sciences informatiques.

L’Institut de Sciences Computationnelles (ICS, Institute of Computational Science en anglais) de la Faculté des sciences informatiques de l’Università della Svizzera italiana (USI) a été fondé en 2008 par Rolf Krause. Cet institut, toujours dirigé par Rolf Krause, est aujourd’hui l’un des plus grands en Suisse dans le domaine des Sciences numériques. L’ICS comprend plusieurs groupes de recherche spécialisés dans les superordinateurs (Advanced Computing), dans les méthodes de haute performance pour la simulation numérique en sciences, médecine et ingénierie et dans la modélisation mathématique. Parmi les partenaires de l’ICS, on peut citer le Cardiocentro Ticino (spécialisé dans les maladies du cœur), l’École polytechnique fédérale de Zurich, l’Université de Genève, l’EPFL et le Centre de recherche de Jülich. La collaboration avec le CSCS (Centre suisse de calcul scientifique) permet à l’ICS de profiter de ses installations de pointe. 
Côté formation, l’ICS offre un Master of Sciences en Sciences Computationnelles (Master of Science in Applied Mathematics and Computational Science). Ce master, qui met l’accent sur les connaissances mathématiques et méthodologiques de l’élève tout en se focalisant sur l’informatique moderne et le software engineering, s’adresse par exemple aux étudiants intéressés par les sciences naturelles ou la médecine.

#### Institut Dalle Molle d'études sur l'intelligence artificielle
L'Institut Dalle Molle d'études sur l'intelligence artificielle (IDSIA, italien : Istituto Dalle Molle di Studi sull'Intelligenza Artificiale, anglais : Dalle Molle Institute for Artificial Intelligence) est une institution de recherche basée à Lugano, dans le canton du Tessin, dans le sud de la Suisse. Elle a été fondée en 1988 par Angelo Dalle Molle, par l'intermédiaire de la Fondation privée Dalle Molle. En 2000, elle est devenue un institut de recherche public, affilié à l'Université de la Suisse italienne et à la SUPSI. En 1997, il figurait parmi les dix meilleurs laboratoires d'intelligence artificielle et parmi les quatre premiers dans le domaine de l’IA d’inspiration biologique.
En 2007, un laboratoire de robotique axé sur les robots intelligents et pouvant apprendre, notamment dans les domaines de la robotique en essaim et humanoïde, a été créé.
Entre 2009 et 2012, les réseaux de neurones artificiels développés à l'institut ont remporté huit concours internationaux en reconnaissance de formes et en apprentissage automatique.
IDSIA est l'un des quatre organismes de recherche suisses créés par la fondation Dalle Molle, dont trois dans le domaine de l'intelligence artificielle.

## Histoire
- 1996, création de l'Académie d'architecture, d'économie et de communication
- 2004, création de la Faculté de science informatique
- 2014, création de la Faculté des sciences biomédicales

## Enseignants notables
- François Grin
- Mario Botta
- Marc Collomb
- Kit Fine
- Paolo Jedlowski
- Ludovica Molo
- Kevin Mulligan
- Carlo Ossola
- Boris Ouspenski
- Barry Smith

## Galerie

Aperçus des bâtiments l'Université
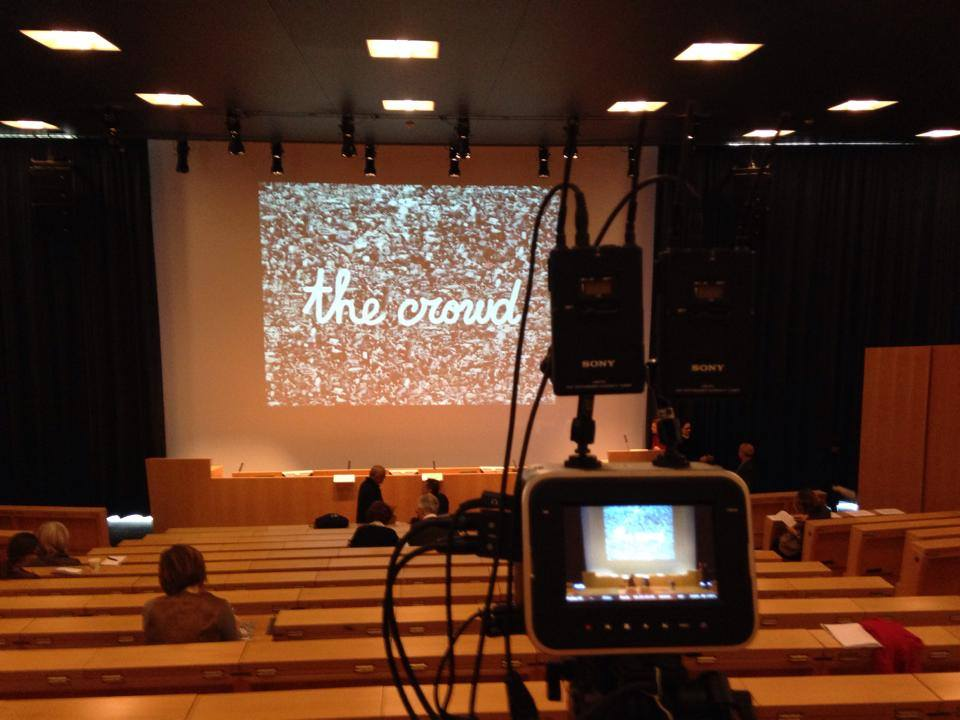
Conférence au sein de l'auditorium de l'université.
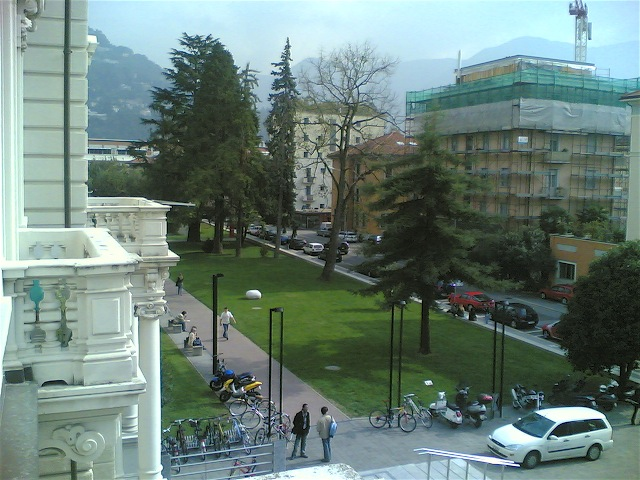
Vue depuis le bâtiment principal.
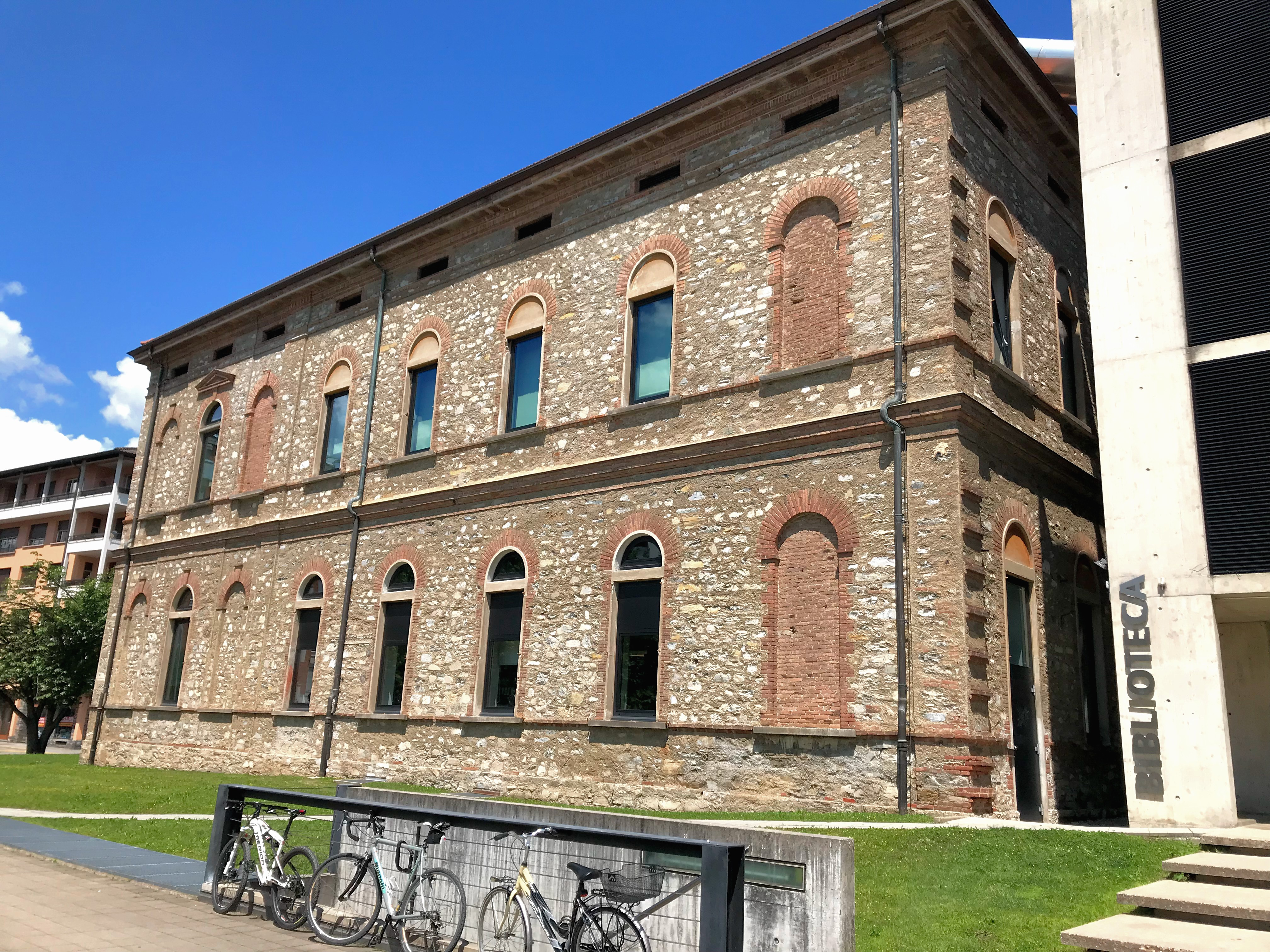
Bâtiment abritant la bibliothèque de l'université.
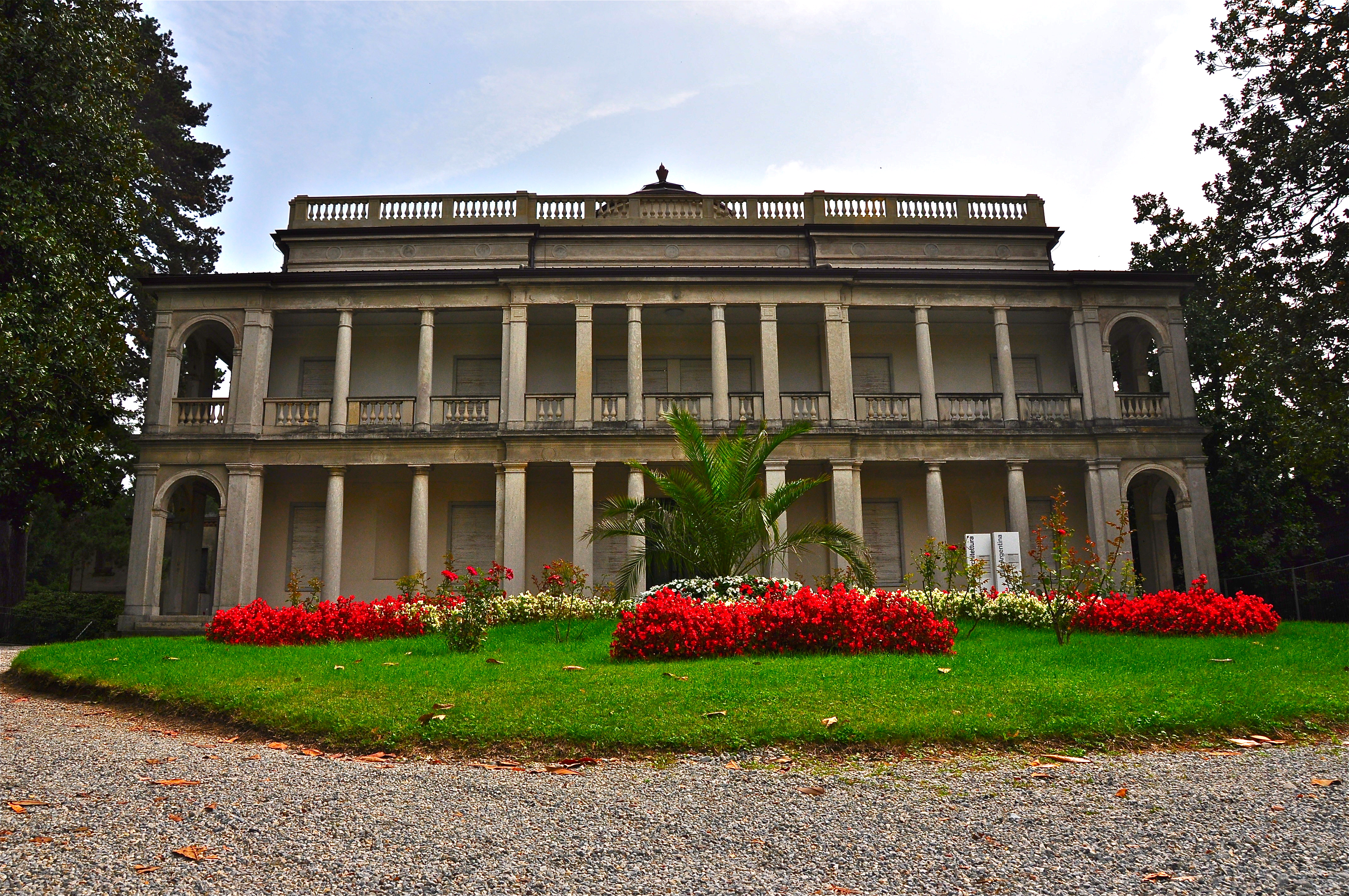
Bâtiment principal de l'Académie d'architecture de l'USI, à Mendrisio.
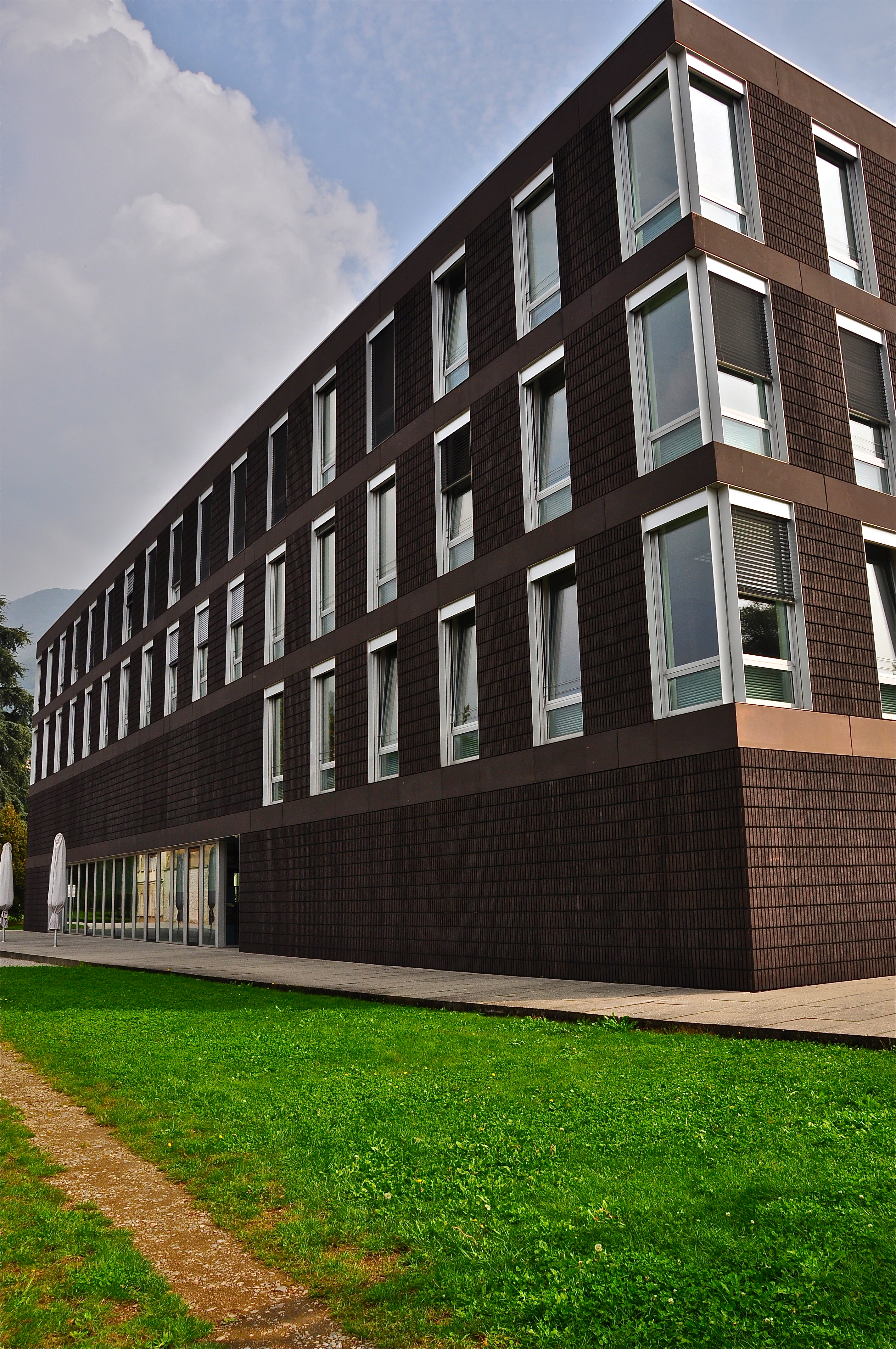
Bâtiment de l'Académie d'architecture.
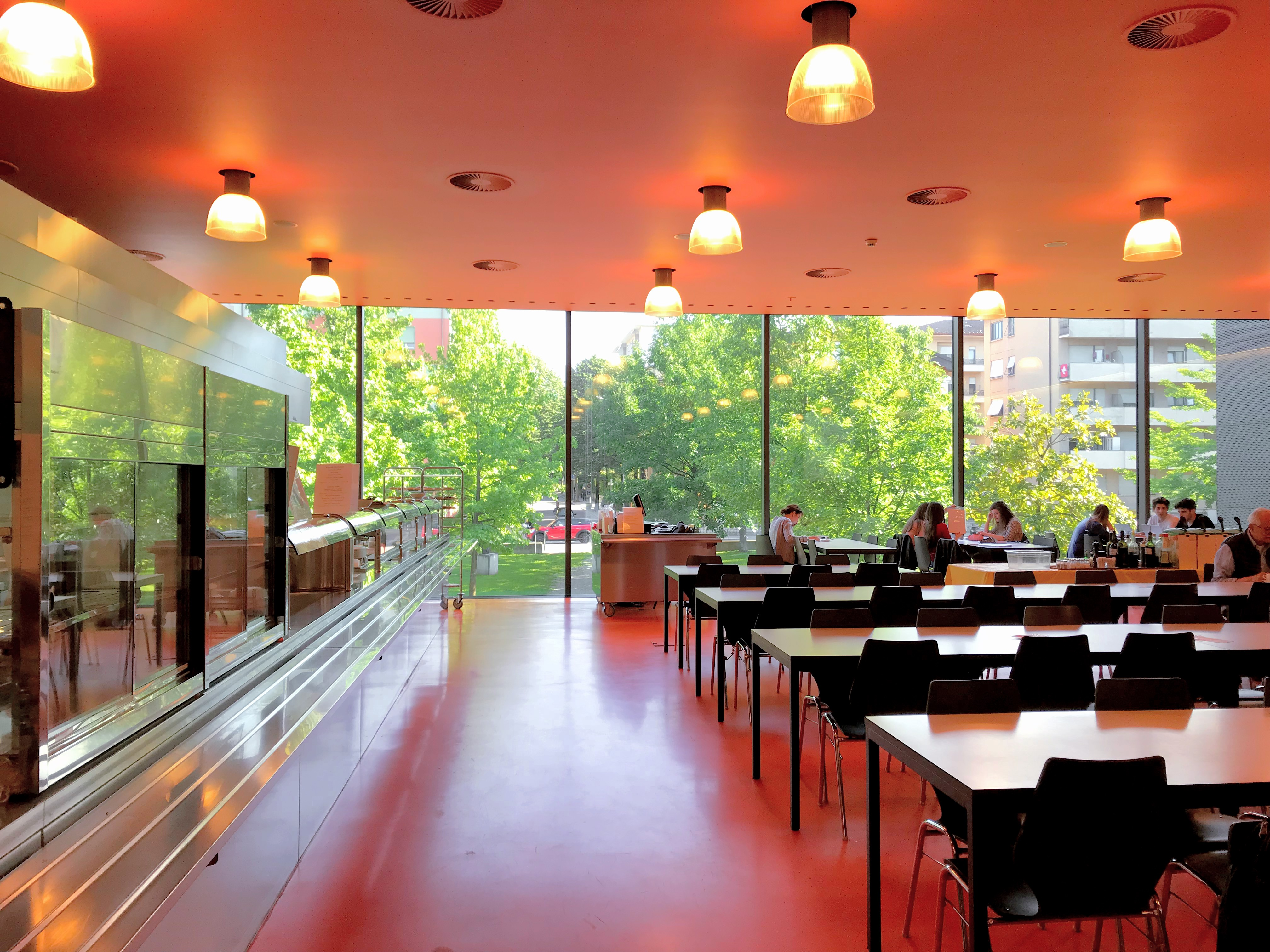
Cafétéria de l'USI.